# Metrosideros albiflora
Metrosideros albiflora is een soort klimplant uit de mirtefamilie (Myrtaceae). In het Engels heet de plant large white rātā, Northland white rātā of eenvoudigweg white rātā. In het Maori draagt de plant de benamingen akatoki of akatea.
De soort is endemisch in Nieuw-Zeeland en komt voor op het Noordereiland, waar hij bijna uitsluitend groeit in kauribossen in het gebied tussen de noordelijke Kaimai Ranges en Te Paki. Laatstgenoemde plaats is gelegen in het meest noordelijke punt van het Noordereiland. 
... · 
M. albiflora · 
M. diffusa · 
M. excelsa (Pohutukawa) · 
M. fulgens · 
M. kermadecensis · 
M. perforata · 
M. polymorpha (Ohia lehua)
M. robusta (Noordelijke rata) · 
M. umbellata (Zuidelijke rata) · 
...